# John Furniss
John Furniss auch John Furness (* 1935 in London) ist ein britischer Kostümbildner. Bekannt wurde er durch seine Arbeiten für Kinofilme wie Monte Carlo Rallye, Der Brief an den Kreml, Der Mittler, Mord mit kleinen Fehlern oder Nora.

## Leben und Werk
John Furniss, geboren 1935 in London, begann mit seiner Tätigkeit als Kostümbildner beim Film Mitte der 1960er Jahre in England. Sein Debüt gab Furniss als Garderoben-Designer für die Schauspielerin Ursula Andress in dem aufwendig produzierten Kriegsdrama Der blaue Max von Regisseur John Guillermin. Für seine Arbeit dort erhielt er 1967 seine erste British-Academy-Film-Awards-Nominierung. Danach folgten Arbeiten für Filme wie dem Horrorfilm Die schwarze 13 von J. Lee Thompson oder Aufträge für die beiden Ken-Annakin-Produktionen Der Kampf und Monte Carlo Rallye.
1970 arbeitete er als Kostümbildner für John Hustons Thriller Der Brief an den Kreml. Im Jahr 1972 wurde er mit seiner zweiten British-Academy-Film-Award-Nominierung für das romantische Drama Der Mittler von Regisseur Joseph Losey geehrt. Für den Regisseur Joseph L. Mankiewicz lieferte er 1972 die Kostüme für den Film Mord mit kleinen Fehlern. Bei der Oscarverleihung 1975 erhielt er in der Kategorie Bestes Kostümdesign eine Nominierung für das romantische Drama Daisy Miller von Peter Bogdanovich. 1976 engagierte ihn Charles Jarrott für seinen Familienfilm Die kleinen Pferdediebe. Seine letzte Arbeit als Kostümbildner schuf er 1978 für das Sportlerdrama Alles Glück dieser Erde von Regisseur Bryan Forbes.

## Filmografie (Auswahl)
- 1966: Der blaue Max (The Blue Max)
- 1966: Die schwarze 13 (Eye of the Devil)
- 1967: Königin der Wikinger (The Viking Queen)
- 1967: Der Kampf (The Long Duel)
- 1969: Monte Carlo Rallye (Monte Carlo or Bust!)
- 1969: Gwangis Rache (The Valley of Gwangi)
- 1970: Der Brief an den Kreml (The Kremlin Letter)
- 1971: Der Mittler (The Go-Between)
- 1971: Mr. Forbush and the Penguins
- 1972: England Made Me
- 1972: Mord nach Mass (Endless Night)
- 1972: Mord mit kleinen Fehlern (Sleuth)
- 1973: Nora (A Doll's House)
- 1974: Weiche Betten, harte Schlachten (Soft Beds, Hard Battles)
- 1974: Daisy Miller (Daisy Miller)
- 1975: Papier Tiger (Paper Tiger)
- 1976: Die kleinen Pferdediebe (Escape from the Dark)
- 1977: Wombling Free
- 1978: Alles Glück dieser Erde (International Velvet)

## Auszeichnungen
- 1967: British-Academy-Film-Award-Nominierung in der Kategorie Beste Kostüme für Der blaue Max
- 1972: British-Academy-Film-Award-Nominierung in der Kategorie Beste Kostüme für Der Mittler
- 1975: Oscar-Nominierung in der Kategorie Bestes Kostümdesign für Daisy Miller